# Hagana

Emblem der Hagana

Die Hagana, auch Haganah, (hebräisch הַהֲגַנָּה ‚die Verteidigung‘) war eine zionistische paramilitärische Untergrundorganisation in Palästina zur Zeit des britischen Völkerbundsmandats für Palästina (1920–1948). Unmittelbar nach der Ausrufung des Staates Israel 1948 wurde die Hagana in reguläre israelische Streitkräfte umgewandelt, in die später weitere paramilitärische Gruppen, etwa der Irgun, integriert wurden.

## Geschichte

### Ursprünge
Schon im späten 19. Jahrhundert war als Reaktion auf die antisemitischen Pogrome 1887 im russischen Zarenreich eine Organisation jüdischer Jugendlicher unter diesem Namen entstanden, die jedoch in keinem direkten Zusammenhang mit der späteren Hagana stand. Deren unmittelbarer Vorgänger war der 1909 gegründete Haschomer, eine kleine Vereinigung jüdischer Immigranten im osmanischen Palästina, die nicht mehr als 100 Mitglieder umfasste.
Ein Teil Palästinas wurde 1917 in der von der britischen Regierung erlassenen Balfour-Deklaration als „nationale Heimstätte für das jüdische Volk in Palästina“ versprochen, wobei die Rechte der dortigen nicht-jüdischen Bevölkerung gewahrt bleiben sollten. In der Folge kam es zu einer jüdischen Einwanderung erheblichen Umfangs: Waren 1918 noch 8 % der Bevölkerung Palästinas westlich des Jordans Juden, so stieg deren Anteil binnen 30 Jahren auf 32 %, obwohl die britische Mandatsregierung die Einwanderung zeitweilig begrenzte oder ganz verbot.

### Gründung
Die arabischen Unruhen von April 1920 in der Jerusalemer Altstadt forderten fünf Tote, 216 Verletzte und 18 Schwerverletzte auf jüdischer Seite und vier Tote, darunter ein kleines Mädchen durch einen Querschläger, 23 Verletzte und ein Schwerverletzter auf arabischer Seite. Sieben britische Soldaten wurden verletzt. Die erneuten Unruhen in Jaffa im Mai 1921 verstärkten im Jischuw, der jüdischen Ansiedlung in Palästina, das Gefühl der Bedrohung. Fortan wollte sich die Führung der Jewish Agency bei der Verteidigung der Siedlungen nicht länger auf die britischen Kolonialtruppen verlassen. Haschomer und lokale Schutzmaßnahmen reichten nicht mehr aus, Haschomer löste sich im Juni 1920 auf, und unter der Führung von Elijahu Golomb wurde die zentral gesteuerte Hagana gegründet. Ihr erster Oberbefehlshaber wurde Youssef Hecht, ein 28-jähriger Veteran der britischen Jüdischen Legion (Jewish Bataillon). Hecht war zwar der ranghöchste Befehlshaber, doch war er nach sowjetischem Organisationsvorbild von einem Rat mit fünf Vollmitgliedern und zwei Kandidaten abhängig.
Die Hagana wurde als Miliz, d. h. als Volksheer, geführt, die einen großen Teil der wehrfähigen jüdischen Bevölkerung umfasste. Da die Miliz illegal war und daher nur mit kleinen Einheiten geübt werden konnte, kam die Ausbildung über Truppführerlehrgänge nicht hinaus. In den 1920er Jahren standen nicht mehr als ein Dutzend Berufssoldaten im Dienst der Organisation, von denen sich viele zudem als politische Aktivisten betätigten. Da Waffenbesitz von der Mandatsverwaltung nicht erlaubt wurde, wurden Schusswaffen und Munition meist über das französisch kontrollierte Syrien ins Land geschmuggelt und heimlich verwendet.
In den relativ ruhigen ersten neun Jahre ihres Bestehens war die Hagana trotz des Anspruchs, das jüdische Gemeinwesen in Palästina gegen Angriffe verteidigen zu können, eine eher lose Organisation lokaler bewaffneter Gruppierungen in größeren Orten und wenigen Siedlungen. Die Organisation unterstand der zivilen Führung der Gewerkschaft Histadrut und war deren ideologischen Einfluss unterworfen.
Am 30. Juni 1924 ermordete der Hagana-Kommandant Avraham Tehomi in Jerusalem den Dichter, Journalisten und Gegner des Zionismus Jacob Israël de Haan. Die Aktion gilt als der erste politische Mord, der in Palästina von Zionisten begangen wurde.
Infolge des Massakers von Hebron und weiterer Unruhen des Jahres 1929, die zu 133 Toten auf jüdischer Seite führten, veränderte sich die Rolle der Hagana drastisch. Sie wuchs zu einer wesentlich größeren Organisation heran und umfasste beinahe alle Jugendlichen und Erwachsenen in den ländlichen Siedlungen und hatte außerdem tausende Mitglieder in den Städten. Sie begann, ausländische Waffen zu beschaffen und einfaches militärisches Gerät sowie Handgranaten herzustellen (siehe: Israel Military Industries). Zugleich wandelte sie sich von einer nur dürftig ausgebildeten Miliz zu einer schlagkräftigen paramilitärischen Organisation.
Aus Unzufriedenheit mit der insgesamt eher moderaten Haltung der Hagana gegenüber den Ansprüchen der Araber spalteten sich 1931 die meisten Mitglieder des rechts-nationalistischen Flügels ab und bildeten die als Irgun oder unter dem Namen Etzel bekannte terroristische Gruppierung, aus der eine weitere bewaffnete Gruppierung, der Lechi, hervorging.

### Arabischer Aufstand

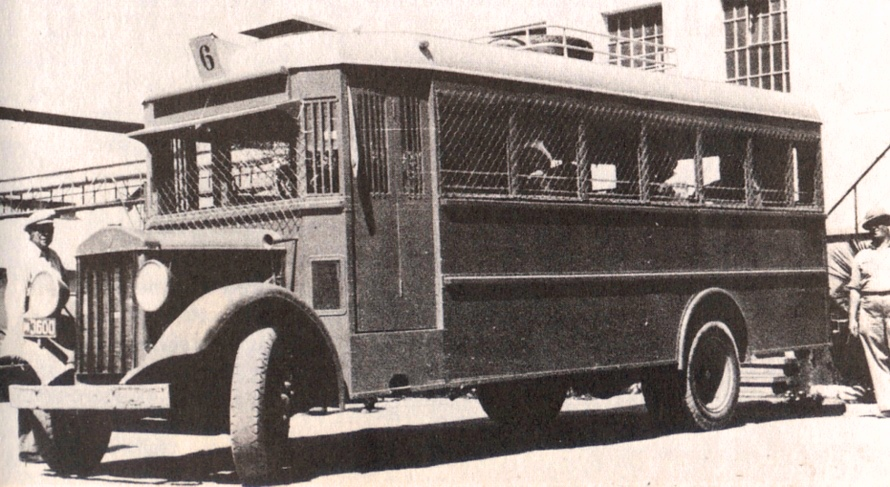
Havlagah-Bus während des Arabischen Aufstands

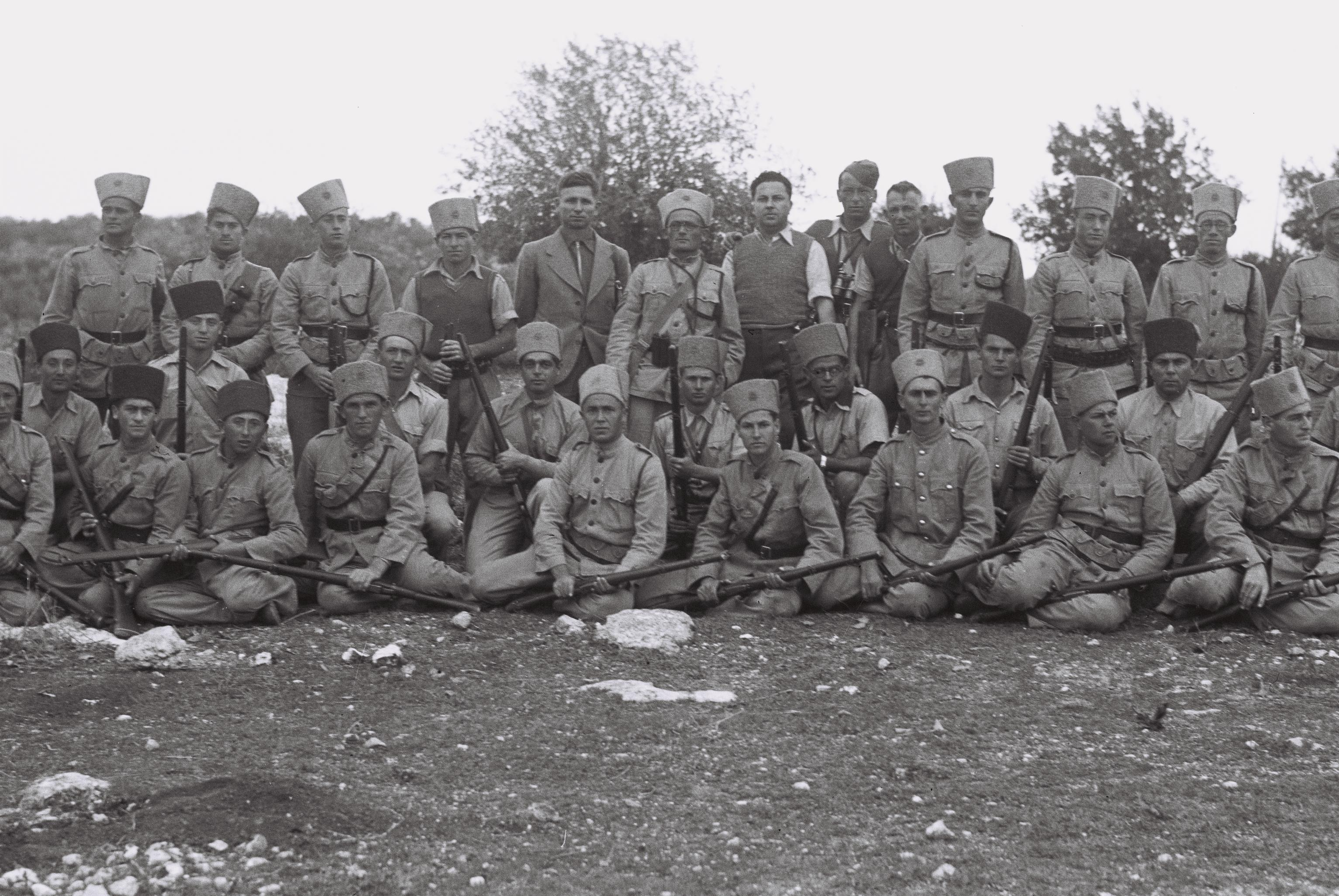
Mitglieder der Jewish Settlement Police, 1938

Im April 1938 zählte die Hagana 21.000 Freiwillige, davon waren rund 4000 Frauen. Fast alle waren Teilzeitkräfte, die daneben beruflichen Tätigkeiten nachgingen. Während des Arabischen Aufstands (1936 – 1939) wurden Mitglieder der Hagana als Teile der neu gegründeten Jewish Settlement Police geduldet, einer Abteilung der Notrim. Zunächst hatte diese Einheit einen rein defensiven, auf die Sicherung jüdischer Siedlungen zielenden Charakter. Erst gegen Ende des Aufstands wurde ihr Handeln offensiver. Die militärisch-stategischen Erfahrungen dieser Jahre erwiesen sich später im Palästinakrieg von 1947 bis 1949 für die jüdische Seite als nützlich.
Im Sommer 1939 ermordete ein Hagana-Kommando in einem Racheakt nachts in dem palästinensischen Dorf Lubya mehrere unbeteiligte Zivilisten, zwei Männer und eine Frau, und verletzten zwei kleine Kinder. Geplant wurde die Aktion unter anderem von Nachum Shadmi, der später in der israelischen Armee Karriere machte und dessen Sohn Issachar Shadmi 1956 Kommandant der Polizeibrigade sein sollte, die das Massaker von Kafr Qasim verübte.
Um den im Arabischen Aufstand formulierten Forderungen entgegenzukommen, schränkte die britische Regierung gemäß ihrem Weißbuch von 1939 die jüdische Einwanderung nach Palästina ein, woraufhin die Hagana antibritische Kundgebungen und die illegale Einwanderung Alija Bet organisierte, die über Stützpunkte in der Schweiz und der Türkei operierte.
Die SS Patria, ein französisches Passagierschiff, wurde 1940 in der Bucht von Haifa von der Hagana gesprengt, um die Deportation der jüdischen Reisenden nach Mauritius zu sabotieren. Dabei starben mehr als 250 Menschen. „Keiner der Männer, die an dem Untergang der ‚Patria‘, an diesem Verbrechen mitwirkten, ist je in Israel wegen Mord zur Verantwortung gezogen und verurteilt worden“, schreibt diesbezüglich Rudolf Hirsch im Nachwort seines Romans Patria Israel.

### Teilnahme am Zweiten Weltkrieg
Trotz des Weißbuchs von 1939, das die Einwanderungsbeschränkungen für Juden festschrieb und damit die jüdische Führung in Palästina tief verärgerte, stellte sich David Ben-Gurion als Vorsitzender der Jewish Agency nach Kriegsausbruch auf die Seite Großbritanniens:

„Wir werden Hitler bekämpfen, als ob es kein Weißbuch gäbe, und wir werden das Weißbuch bekämpfen, als ob es keinen Krieg gäbe“

Im ersten Jahr des Zweiten Weltkriegs ersuchte die britische Armee die Hagana aus Furcht vor einem deutschen Durchbruch in Nordafrika um Unterstützung. In der Folge wurden viele junge jüdische Siedler, darunter viele, die erst kurz zuvor aus Europa nach Palästina geflüchtet waren, Mitglieder der britischen Armee – zum Teil unter fragwürdigen Bedingungen, wie sich das Hagana-Mitglied Michael Evenari später erinnerte:

„Da die Engländer auf den Krieg völlig unvorbereitet waren, gab es in Palästina keine englischen Flakkanonen. Unsere Kanonen waren von den Italienern erbeutete kleine Geschütze, die wir »pea shooters« nannten. Wir mußten selber herausfinden, wie sie funktionierten und für sie bessere Zielvorrichtungen erfinden. Dabei zeichnete sich Hans Jonas, ein Doktor der Philosophie und später sehr bekannter Philosophieprofessor in Nordamerika, besonders aus. Er wurde deshalb zum »armourer« befördert. Erst später bekamen wir Bofors, richtige Flakgeschütze. Wir wurden in Abteilungen von je sechs (inklusive einem Koch) mit einem Geschütz zum Flugschutz von Haifa auf dem Bahnhof, im Hafen, um die Ölraffinerie und auch am Toten Meer zum Schutz der Kali-Fabrik aufgestellt. Haifa wurde damals von italienischen, vichy-französischen und deutschen Flugzeugen angegriffen. Der Hafen wurde, soviel ich weiß, auch einmal von Schiffen attackiert. Wir traten einige Male mit unseren »pea shooters« in Aktion.“

Nachdem das Heer Erwin Rommels im Jahr 1942 in El-Alamein besiegt worden war, beendeten die Briten ihre uneingeschränkte Unterstützung der Hagana. Um sie vom Konflikt in Palästina zu isolieren, wurden die jüdischen Soldaten mehrmals zwischen Ägypten und Haifa verlegt, bevor sie Ende 1943 auf Britisch-Zypern stationiert wurden. Hier waren sie zu weitgehender Tatenlosigkeit verdammt, ehe nach langen Verhandlungen (auch innerbritischen) 1944 die Jüdische Brigade innerhalb der britischen Armee gegründet wurde. Ihr Brigadeabzeichen war der Davidstern, ihre Einheit gehörte zur britischen 8. Armee. Der Autor Michael Evenari berichtet, dass in der Brigade auch nicht-jüdische englische Artilleristen eingesetzt werden mussten, was zu Spannungen und antisemitischen Konflikten geführt habe. Außerdem habe es Hierarchieprobleme gegeben: „Ich als Batterie-Sergeant-Major war die höchste Charge unter den Unteroffizieren. So viel ich weiß, war das eine ungewöhnliche Situation, denn nach den »King’s Regulations« darf nur ein Brite britische Soldaten befehligen.“
Die Jüdische Brigade bestand aus 5.000 Soldaten. Sie wurde ab September 1944 zunächst in Italien eingesetzt und zog dann quer durch das besiegte Deutschland bis nach Belgien. Ihre Auflösung erfolgte 1946. Insgesamt dienten während des Zweiten Weltkriegs mehr als 30.000 Juden aus Paslästina in der britischen Armee.
Im Frühjahr 1941 gründete die Hagana den Palmach, eine paramilitärische Einrichtung, die sich auf die Ausbildung der jüdischen Jugend Palästinas an der Waffe konzentrierte. Der Palmach war vergleichsweise klein, bis 1947 bestand er aus nur fünf Bataillonen (ca. 2.000 Mann), spielte jedoch eine wichtige Rolle, da seine Mitglieder grundlegende militärische Fähigkeiten und auch Führungskompetenz erwarben, die sie für verschiedene Funktionen in der späteren israelischen Armee qualifizierten.
Nach einer Reihe von Vergewaltigungen im Bissan-Tal im Jahr 1945 kastrierte ein Hagana-Kommando als Vergeltung einen der mutmaßlichen Täter. Die Aktion wurde bald in einem hebräischen Lied besungen, das im Palmach beliebt war: Wir haben dich kastriert, Mohammed. Die Operation wurde von Yigal Allon initiiert, dem späteren Oberkommandierenden des Palmach und Minister, und von Yohai Ben-Nun, dem späteren Flottenkommandant, Amos Horev, der später General der israelischen Armee und Rektor des Technion in Haifa wurde, und Yaakov Cohen, später Mitarbeiter mehrerer israelischer Geheimdienste, durchgeführt. „Diese Operation hatte eine durchschlagende Wirkung, die im gesamten Beit She'an-Tal zu spüren war und die Araber vor Ort in Angst und Schrecken versetzte“, schrieb Cohen in einem Buch, das später vom israelischen Verteidigungsministerium veröffentlicht wurde.

### 1945 bis 1948

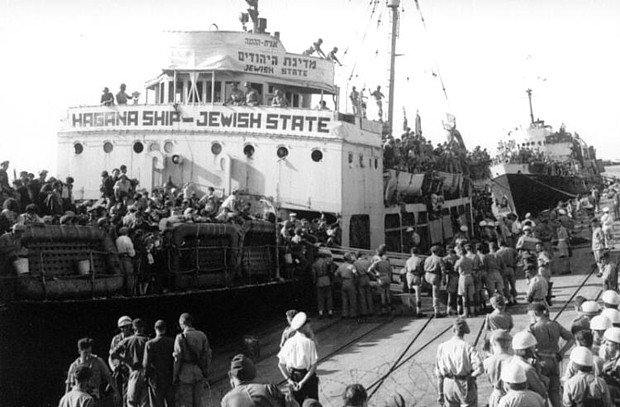
Das Hagana-Schiff Jewish State im Hafen Haifa, 1947

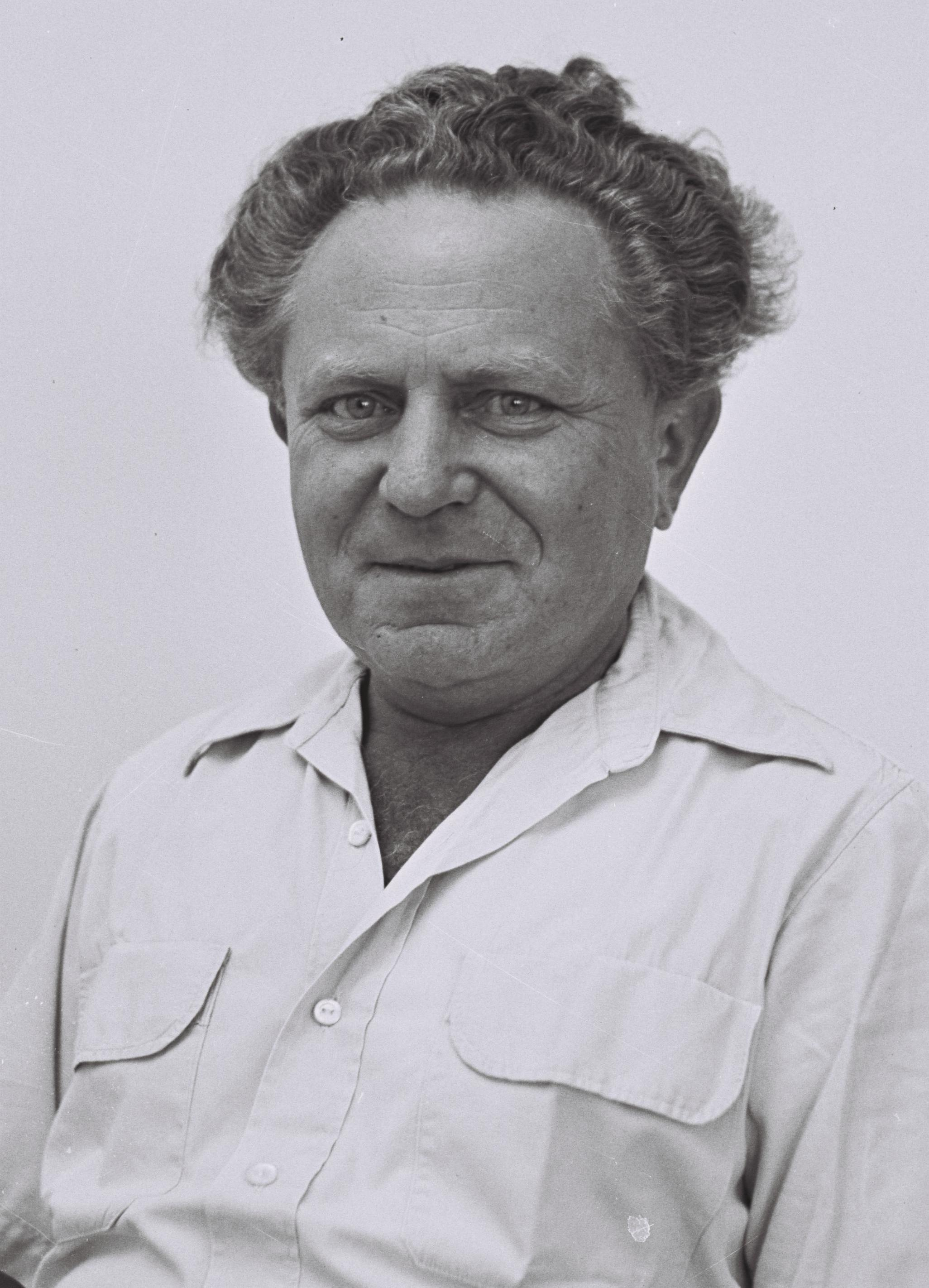
Jisrael Galili, von 1946 bis 1948 Stabschef der Hagana (Fotografie von 1955)

Nach dem Krieg führte die Hagana anti-britische Operationen in Palästina aus, z. B. die Befreiung internierter Immigranten aus dem Atlit Camp, Bombenanschläge auf das Eisenbahnnetz sowie Sabotageakte auf Radarstationen und Polizeistationen der Briten. Außerdem organisierte sie weiterhin die Einwanderung von Juden, wie beispielsweise die Fahrt von europäischen Überlebenden des Holocaust mit der Exodus, und weitere Formen der Beriha.
1946 wurde Jisrael Galili, der seit 1935 der Führung der Hagana angehört hatte, zu ihrem Stabschef berufen.
In der Amerikanischen Besatzungszone in Deutschland unterhielt die Hagana ab 1946 zwei illegale Militärschulen in Bayern: das Hochlandlager bei Königsdorf in Oberbayern – wo zuvor die Hitlerjugend militärisch ausgebildet worden war – und bis zum Frühjahr 1947 auch ein Ausbildungslager in Wildbad in Mittelfranken.
Im Januar 1948 verübte ein Hagana-Kommando einen Bombenanschlag auf das Hotel Semiramis in Jerusalem. Ziel war das Hauptquartier von Abd al-Qadir al-Husayni, der arabische Milizen kommandierte, die gegen zionistische Verbände kämpften. Allerdings befand sich al-Husayni während der Explosion nicht in dem Gebäude. Zahlreiche unbeteiligte Zivilisten, darunter Frauen und Kinder wurden getötet und verletzt. Die genaue Anzahl ist unbekannt, ein Bericht gibt 26 Tote und weitere 60 Verletzte an. Unter den Toten war auch der stellvertretende Konsul Spaniens.
Am 1. Mai 1948, einen Monat nach dem Massaker von Deir Yasin, verübte die Hagana ein weitaus weniger bekanntes Massaker in dem palästinensischen Dorf Ein al-Zeitun bei Safed. Die Hagana hatte das Dorf erobert und mehrere Dutzend palästinensische Kämpfer gefangen genommen. Zwei Tage später ermordete sie die Gefangenen.
Am 28. Mai 1948, weniger als zwei Wochen nach der Gründung des Staates Israel am 14. Mai, gründete die provisorische israelische Regierung die neue israelische Armee. Gleichzeitig wurden alle anderen bewaffneten Gruppen verboten. Der Irgun akzeptierte die Entscheidung. Um die Waffenlieferung der Altalena kam es trotzdem zu einer militärischen Auseinandersetzung zwischen Hagana und Palmach auf der einen und Irgun auf der anderen Seite und Israel war einem Bürgerkrieg nahe. Schließlich legte der Irgun die Waffen nieder und Menachem Begin transformierte seine Miliz in eine politische Partei, die Cherut.

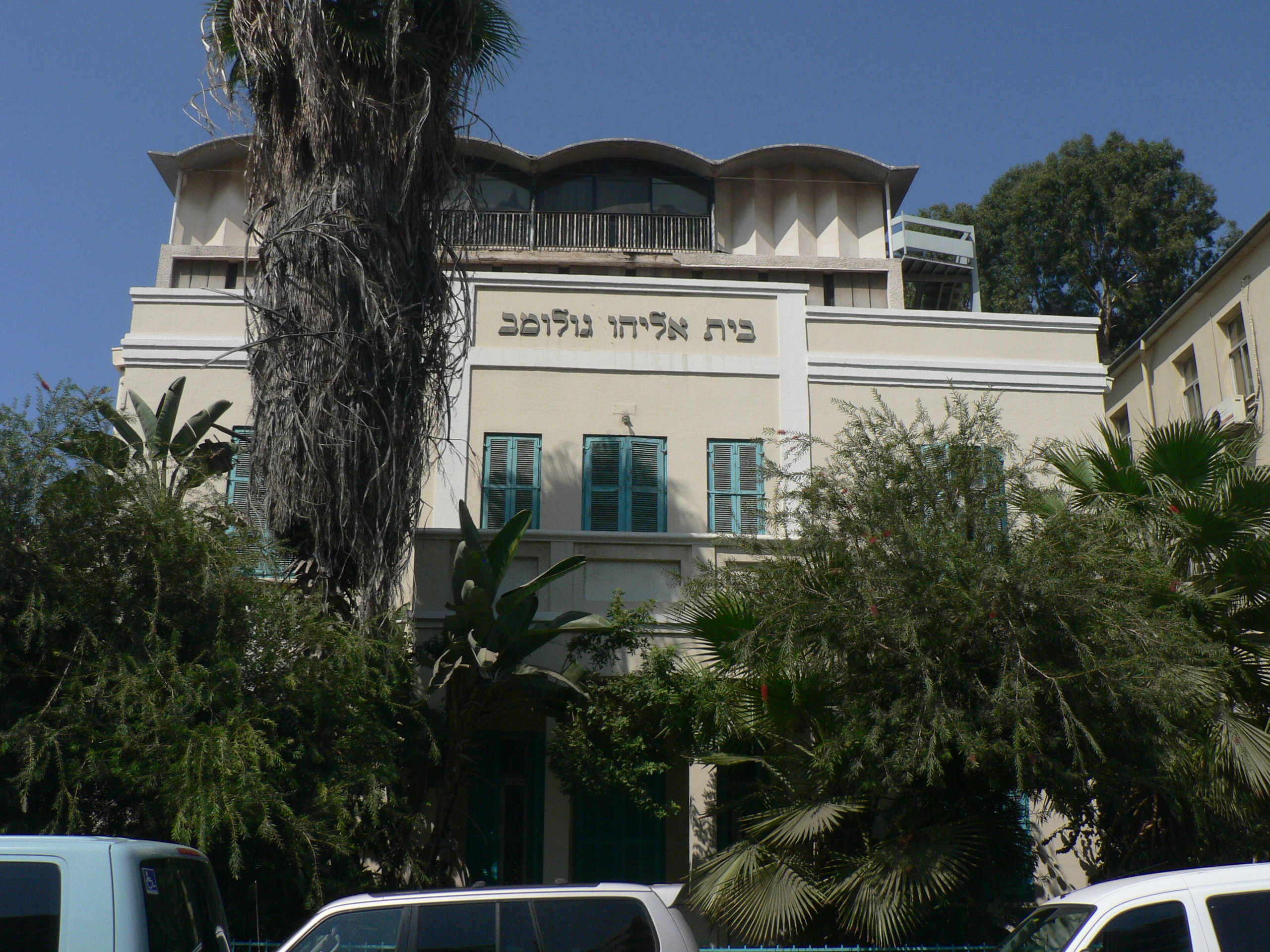
Das Hagana-Museum in Tel Aviv

## Gedenkorte
Eine von dem Kibbuznik Yair Pelleg erstellte Dokumentation zur Geschichte der Hagana ist zu finden im Haus der Ghettokämpfer des Kibbuz Lochamej haGeta’ot nördlich von Haifa. In diesem von überlebenden Ghettokämpfern gegründeten Kibbuz fanden auch bis zur Gründung der Gedenkstätte Yad Vashem in Jerusalem die zentralen Gedenkfeiern an die Shoa, die überlebenden Kämpfer des Warschauer Gettoaufstandes und die gefallenen Palmachniks statt.
Auf dem Tel Aviver Rothschild-Boulevard, im Haus mit der Nummer 23, dem ehemaligen Wohnhaus des Hagana-Gründers Eliyahu Golomb, befindet sich heute das Hagana-Museum. Es liegt schräg gegenüber der israelischen Independence Hall, in der am 14. Mai 1948 die israelische Unabhängigkeitserklärung erfolgte.